# Uber
Uber Technologies Inc., tidigare Ubercab, är ett amerikanskt multinationellt IT- och transportföretag som framför allt verkar inom taxibranschen.

## Historik
Uber grundades med namnet Ubercab av Travis Kalanick och Garret Camp år 2009. Tjänster i Sverige har omfattat Uberlux, Uberblack och Uberx där skillnaden är typ av bil, service och pris. Efter att flera förare i Sverige dömts för svarttaxiverksamhet lades tjänsten Uber(pop) ner 2016 i landet.
I september 2014 var bolaget värderat till 15 miljarder dollar enligt The New York Times.

## Funktion

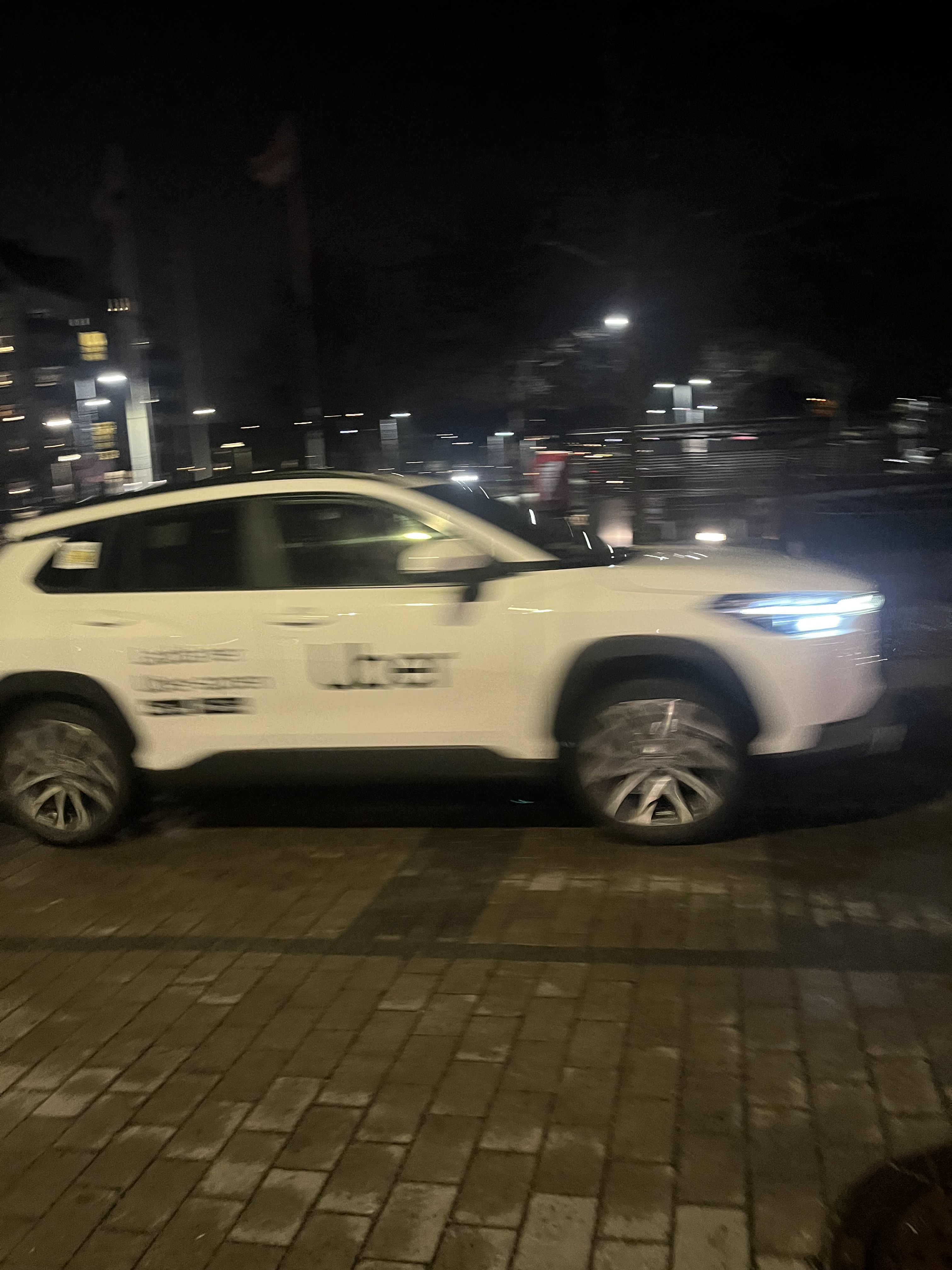
Uber fordon i Tuve, Göteborg

Arbetet på Uber förmedlas genom en smartphone-app där taxichaufförer kopplas ihop med kunder. Vid beställning av en körning kan kunden på kartan i appen se hur var taxichauffören befinner sig och hur lång tid det förväntas ta innan den är framme. Betalning sker genom appen, där Uber tar omkring 25 % av betalningen.
I mars 2015 fanns tjänsten tillgänglig i 55 länder och mer än 200 städer globalt. I Sverige finns tjänsten i Stockholm, Göteborg och Malmö. 

## Klassificering
Uber hävdar själva de bör betraktas som ett it-företag, vilket av kritiker beskrivits som en strategi för att undvika arbetsgivaransvar. I december 2017 slog EU-domstolen fast att Uber först och främst bör betraktas som ett taxibolag. Vid sidan av taxiverksamheten erbjuder Uber även uthyrning av elcyklar och elsparkcyklar, varubud, hemleverans av mat samt logistik.

## Kritik
Uber har blivit kritiserat för att inte använda sig av taxameter, och för att inte följa nationella regleringar av transportsektorn. Transportstyrelsen har uttryckt kritik mot att Uber försökt bli undantagna från kravet på taxameter.
Uber har trots förbud mot tjänsten Uberpop fortsatt med denna verksamhet i Frankrike, vilket har lett till kravaller i Paris. Taxiförare menar att Uberförare bör betala samma licens- och registreringsavgifter som taxiförare.
I Sverige har förare som använt Uberpop dömts för olaga taxitrafik.
I januari 2023 organiserade föreningen Taxiunionen en strejk mot Uber, anledningarna var bland annat Ubers låga ersättning till chaufförerna och att företaget vägrar förhandla om villkoren, med hänvisning till att förarna inte är anställda. Enligt Taxiunionen kan chafförerna behöva arbeta 10-13 timmar om dagen för att få ihop till en lön på 18 000 kr före skatt.